# Bure (Afrique)
Pour les articles homonymes, voir Bure.
Bure est une petite zone située à environ 80 kilomètres à l'ouest d'Assab, à la frontière entre l'Érythrée et l'Éthiopie, et revendiquée par les deux pays.
Bure se trouve de l'autre côté de l'importante route Awash-Assab, qui était autrefois une importante voie de communication routière.
La zone passe sous contrôle érythréen après plusieurs semaines de combats en mai-juin 1998. L'Érythrée déclare que l'Éthiopie a lancé une offensive à Bure en larguant des bombes sur les lignes de front le 14 février 1999. Les combats dans la région se poursuivent pendant la guerre entre les deux pays de 1998 à 2000, chaque camp affirme infliger de lourdes pertes à l'autre, jusqu'à ce qu'ils acceptent un cessez-le-feu.
La Commission frontalière entre l’Érythrée et l’Éthiopie détermine en 2002 que Bure se trouve du côté éthiopien de la frontière. Les relations entre l'Érythrée et l'Éthiopie se dégradent en novembre 2005, lorsque 20 soldats éthiopiens occupent une partie de la zone pendant plusieurs jours. Après l'intervention de la force de maintien de la paix de la Mission des Nations Unies en Éthiopie et en Érythrée, les troupes éthiopiennes se retirent.